# Boletus gansuensis
Boletus gansuensis es una especie de hongo boleto de la familia Boletaceae. Es propio de China, donde crece asociado al abedul del Himalaya (Betula utilis), fue descrito por primera vez en  2003. Los cuerpos fructíferos poseen sombreros rojos, poros rosados-rojos en la parte inferior del sombrero, y un tallo cubierto de pequeñas escamas. Su denominación hace referencia a la localidad tipo en la provincia Gansu, China. Especies similares son el hongo europeo Suillellus queletii, y Boletus subvelutipes propio de Asia y América del Norte.